# Mainhattan Modern
Mainhattan Modern – Lost Jazz Files ist ein Kompilationsalbum mit Musik des Jazzposaunisten Albert Mangelsdorff. Die Aufnahmen entstanden in wechselnden Besetzungen von 1955 bis 1963. Das Album erschien im Oktober 2015 beim Berliner Reisue-Label Sonorama.

## Hintergrund
Die Aufnahmen mit Mangelsdorff und seinem Musikerkollegen Joki Freund, Hans Koller, Peter Trunk, Heinz Sauer, Günter Lenz u. a. wurden von dem Produzenten Ekkehart Fleischhammer und anderen in deutschen Radio- und Festival-Archiven gefunden. Auf dem letzten Titel des Albums, dem Standard Lover Man, wird Mangelsdorff von der Rhythmusgruppe des Orchesters Kurt Edelhagen begleitet, wahrscheinlich von Silo Deutsch (Schlagzeug), Werner Schulze (Kontrabass) und Werner Drexler (Piano).

## Titelliste
- Albert Mangelsdorff: Mainhattan Modern Lost Jazz Files (Sonorama C-80)

1. Improvisation zu einem Klang -4:20
2. Tower Blues -5:14
3. Heat Wave -3:28
4. Jo-Jo Blues -3:20
5. Hershey Bar -4:10
6. Spicy 	-5:50
7. Joe und Joe -4:28
8. Vierd Blues -5:56
9. Lover Man (Jimmy Davis, Ram Ramirez, Jimmy Sherman) -4:22

- Alle anderen Kompositionen stammen von Albert Mangelsdorff.

## Rezeption
Andrian Kreye schrieb in der Süddeutschen Zeitung, „Es mag Zufall sein, dass der Posaunist Albert Mangelsdorff auf dem Cover (...) ein wenig so aussieht wie Jean-Paul Belmondo in seinen frühen Filmen für Claude Chabrol oder Jean-Luc Godard. Die Platte beginnt allerdings in genau dieser lässigen Stimmung, mit denen die Nouvelle Vague Frankreich zum Filmland machte. Improvisation zu einem Klang entstand in Frankfurt. Auf den melodischen Saxophonsatz von Four Brothers setzt Mangelsdorff ein Solo, das zeigt, warum er im folgenden Jahr als eine Art deutscher Botschafter zum Newport Jazz Festival geschickt wurde, auch wenn noch nicht zu ahnen war, dass er einmal zu den führenden Stimmen der Avantgarde zählen würde.“ Nach Ansicht des Autors gehören die Archivfunde „zum Besten, was der Cool Jazz damals zu bieten hatte.“